# アセンズ (ジョージア州)
アセンズ（英: Athens）は、アメリカ合衆国ジョージア州の都市である。人口は12万7315人（2020年）。クラーク郡と統合市郡を形成している。1991年に前年の住民投票結果に従い統合した。現在は集合的に「アセンズ＝クラーク郡」と呼ばれる。ただし、ウィンタービル市全部とボガート市の一部を除く。アセンズはアセンズ＝クラーク郡都市圏の中核である。
ジョージア大学がある学園都市であり、大学がアセンズの創設とその後の成長に深く関わってきた。

## 歴史
18世紀後半、オーコーニー川の岸の現在アセンズとなっている場所にシーダーショールズと呼ばれる交易拠点があった。1785年1月27日、ジョージア邦議会がエイブラハム・ボールドウィンの提案した邦の支援する初めての大学としてのジョージア大学設立を許可した。その16年後の1801年、大学の信託理事会委員が当時ジャクソン郡に入っていたシーダーショールズ上の丘を大学建設地に選定した。同年7月25日、理事会の一人で後にジョージア州知事になったジョン・ミレッジがダニエル・イーズリーから633エーカー (2.6 km2) の土地を購入し、そこを大学に寄付した。ミレッジはギリシャのプラトンやアリストテレスのアカデミーがあった都市（アテネ）に因んで、その周辺地域をアセンズと命名した。
ジョージア大学キャンパスの最初の建物は丸太材を使って建設された。大学に隣接した土地区画が販売され、収益が大学の建物建設資金に使われて町が成長した。1804年に最初の卒業生が出たとき、アセンズのフロント通り、現在のブロード通りに面して3軒の家屋、3軒の店舗およびその他幾つかの建物があった。1806年に完工し、ベンジャミン・フランクリンに因んでフランクリン・カレッジと名付けられた校舎がジョージア大学とアセンズ市で最初の恒久的建築物になった。この煉瓦造りの建物は現在オールド・カレッジと呼ばれている。
アセンズは1806年12月に公式の町となり、3人の委員からなる政府が置かれた。大学が成長するにつれて町も成長し、綿糸工場が産業と商業の発展を加速させた。綿糸工場で名高いイングランドの都市に倣って「南部のマンチェスター」とも呼ばれるようになった。1833年、泥道に嵌ってしまう荷車にうんざりしていたジェイムズ・カマクが指導するアセンズの実業家集団が、ジョージア州で最も初期の鉄道、ジョージア鉄道を建設し、1841年にはアセンズとオーガスタを繋ぎ、1845年にはマーサスビル（現在のアトランタ）まで繋いだ。
南北戦争のとき、ニューオーリンズの武器庫が現在ではチコピー・ビルと呼ばれるものに移されたことで、アセンズは重要な物資供給中心になった。現在のカレッジとオーコーニー・通りの間にあるノースオーコーニー川の一部に沿って砦の跡が見られる。さらに、現在のメイコン・ハイウェイに近くミドルオーコーニー川を見下ろす場所で小競り合いがあったストーンマンの襲撃では幾らかの役割を果たした。アセンズは南部の多くの町と同様に、ジョージア大学入り口に近いブロード通りに位置する南軍の記念碑がある。
レコンストラクション時代、アセンズは成長を続けた。1872年8月24日の新しい市認可によって市長・市政委員会方式に転換し、ヘンリー・ビュース大尉を初代市長にした。ヘンリー・ビュースは南北戦争後の市の急速な成長の牽引者だった。市長になった後に鉄道会社に働きかけて地域に鉄道を誘致し、周辺社会の多くに成長をもたらした。解放された奴隷が解放奴隷局のような新しい教育の中心に惹かれて市内に移転してきた。これら新しい住民には「アセンズ・ブレイド」、「アセンズ・クリッパー」および「プログレッシブ・エラ」という黒人系新聞3紙が貢献した。
1880年代、アセンズはより人口密度が増して、市によるサービスや改良が行われた。1881年にアセンズ警察署が作られ、1886年秋には公立学校が開校された。1882年にはベル電話会社によって電話サービスが始められた。1885年からは道路の舗装が始められ、1888年にはラバに曳かせた馬車鉄道が導入されて交通手段も改善された。
アセンズは町がはじまってから100周年にあたる1901年までに大きく変わった。新しい市役所が1904年に完成した。アフリカ系アメリカ人の中流階級や専門家階級が「ホットコーナー」と呼ばれたワシントン通りとハル通りの角周辺で成長した。モートン・ビルにあった劇場では、映画の上映や、ルイ・アームストロング、キャブ・キャロウェイおよびデューク・エリントンのような著名黒人音楽家による公演が行われた。1907年、飛行機の先駆者ベン・エップス市郊外の丘でジョージア州では初のパイロットになり、そこは後にアセンズ・ベン・エップス飛行場になった。1908年には7階建てのサザン相互保険会社ビルができて、アセンズでは最初の高層ビルとなった。
第二次世界大戦のとき、アメリカ海軍が新しい建物を建て、滑走路を舗装して海軍パイロットの訓練施設として使えるようにした。1954年、アメリカ海軍は海軍補給司令部学校の建設地としてアセンズを選んだ。この学校はノーマルタウンの古い師範学校校舎に置かれた。現在は基地再編成および閉鎖計画の下でこの学校が2011年に他へ移転される計画である。
1961年、シャーレイン・ハンターとハミルトン・ホームズがジョージア大学初の黒人学生となったときに、アセンズは市民権運動の舞台になった。その3年後、レミュエル・ペンが町から追われてマディソン郡のコルバート近くで殺害される事件があった。1954年に「ブラウン対教育委員会事件」の最高裁判所判決が出ていたにも拘わらず、アセンズ＝クラーク郡教育地区では1970年まで人種差別が行われていた。

## 地理と気候
アメリカ合衆国国勢調査局に拠れば、市域全面積は118.2平方マイル (306.2 km2)、このうち陸地は117.8平方マイル (305.0 km2)、水面は0.5平方マイル (1.2 km2)で水域率は0.41％である。
| アセンズの気候                       | アセンズの気候 | アセンズの気候 | アセンズの気候 | アセンズの気候 | アセンズの気候 | アセンズの気候 | アセンズの気候 | アセンズの気候 | アセンズの気候 | アセンズの気候 | アセンズの気候 | アセンズの気候 | アセンズの気候  |
| 月                                   | 1月            | 2月            | 3月            | 4月            | 5月            | 6月            | 7月            | 8月            | 9月            | 10月           | 11月           | 12月           | 年              |
| ------------------------------------ | -------------- | -------------- | -------------- | -------------- | -------------- | -------------- | -------------- | -------------- | -------------- | -------------- | -------------- | -------------- | --------------- |
| 最高気温記録 °C （°F）               | 27 (80)        | 27 (81)        | 31 (88)        | 34 (93)        | 36 (97)        | 40 (104)       | 40 (104)       | 42 (107)       | 37 (99)        | 37 (98)        | 30 (86)        | 26 (79)        | 42 (107)        |
| 平均最高気温 °C （°F）               | 11 (51)        | 14 (57)        | 18 (65)        | 23 (73)        | 27 (81)        | 31 (87)        | 32 (90)        | 31 (88)        | 28 (83)        | 23 (73)        | 17 (63)        | 12 (54)        | 22.3 (72.1)     |
| 平均最低気温 °C （°F）               | 1 (33)         | 2 (35)         | 6 (42)         | 9 (49)         | 14 (58)        | 18 (65)        | 21 (69)        | 21 (69)        | 17 (63)        | 11 (51)        | 6 (42)         | 2 (35)         | 10.7 (50.9)     |
| 最低気温記録 °C （°F）               | −20 (−4)       | −15 (5)        | −12 (11)       | −3 (26)        | 3 (37)         | 7 (45)         | 13 (55)        | 12 (54)        | 2 (36)         | −4 (24)        | −14 (7)        | −17 (2)        | −20 (−4)        |
| 降水量 mm （inch）                   | 119.1 (4.69)   | 111.5 (4.39)   | 126.7 (4.99)   | 85.1 (3.35)    | 98 (3.86)      | 100.1 (3.94)   | 112 (4.41)     | 96 (3.78)      | 89.7 (3.53)    | 88.1 (3.47)    | 94.2 (3.71)    | 94.2 (3.71)    | 1,214.7 (47.83) |
| 出典：USTravelWeather.com 2010-02-06 |                |                |                |                |                |                |                |                |                |                |                |                |                 |

### 地区
- アセンズ中心街
- ファイブポインツ
- チコピー・ダッドリー
- イーストサイド
- ブールバード
- ウェストサイド
- ニュータウン
- ノーマルタウン
- コブハム
- ビーチウッド
- ブライアクリフ

## 市政府
- 立法府：選挙で選ばれる市長、および8つの地区から選ばれる市政委員に1区から4区と5区から8区から選ばれた市政委員2名を加えた10人の市政委員会によって行われる。
- 行政府：アセンズ＝クラーク郡統合政府の日々の運営は市長と市政委員会に指名されたマネジャーによって監督される。この下に26の部局とオフィスがある。
- 司法府：アセンズ＝クラーク郡には治安判事裁判所、少年裁判所、市裁判所、検認裁判所、州裁判所および最高裁判所がある。最高裁判所はオーコーニー郡も含む西部巡回法廷をカバーしている[5]。

### 政治
毎年開催される人権祭はジェシー・ジャクソン、デイビッド・デリンジャーおよびウィリアム・エアーズのような演説家や活動家を招いてきた。
2007年4月28日にオートノマス・アセンズが主催した国際労働者デーの一部として1回目のリアリー・リアリー・フリーマーケットが開催された。この時以降、マーケットは数回開かれている。

## 人口動態
以下は2000年の国勢調査による人口統計データである。
| 基礎データ - 人口: 100,266人 - 世帯数: 39,239世帯 - 家族数: 19,344家族 - 人口密度: 328.8人/km2（851.5人/mi2） - 住居数: 41,633軒 - 住居密度: 136.5軒/km2（353.6軒/mi2） 人種別人口構成 - 白人: 64.71% - アフリカン・アメリカン: 27.37% - ネイティブ・アメリカン: 0.21% - アジア人: 3.15% - 太平洋諸島系: 0.04% - その他の人種: 3.11% - 混血: 1.41% - ヒスパニック・ラテン系: 6.39% 年齢別人口構成 - 18歳未満: 17.8% - 18-24歳: 31.6% - 25-44歳: 27.3% - 45-64歳: 15.3% - 65歳以上: 8.0% - 年齢の中央値: 25歳 - 性比（女性100人あたり男性の人口） - 総人口: 95.4 - 18歳以上: 93.4 | 世帯と家族（対世帯数） - 18歳未満の子供がいる: 22.3% - 結婚・同居している夫婦: 32.3% - 未婚・離婚・死別女性が世帯主: 13.3% - 非家族世帯: 50.7% - 単身世帯: 29.9% - 65歳以上の老人1人暮らし: 5.8% - 平均構成人数 - 世帯: 2.35人 - 家族: 2.95人 収入と家計 - 収入の中央値 - 世帯: 28,118 米ドル - 家族: 41,407米ドル - 性別 - 男性: 30,359米ドル - 女性: 23,039米ドル - 人口1人あたり収入: 17,103米ドル - 貧困線以下 - 対人口: 28.6% - 対家族数: 15.0% - 18歳以下: 25.2% - 65歳以上: 13.5% |

## 文化

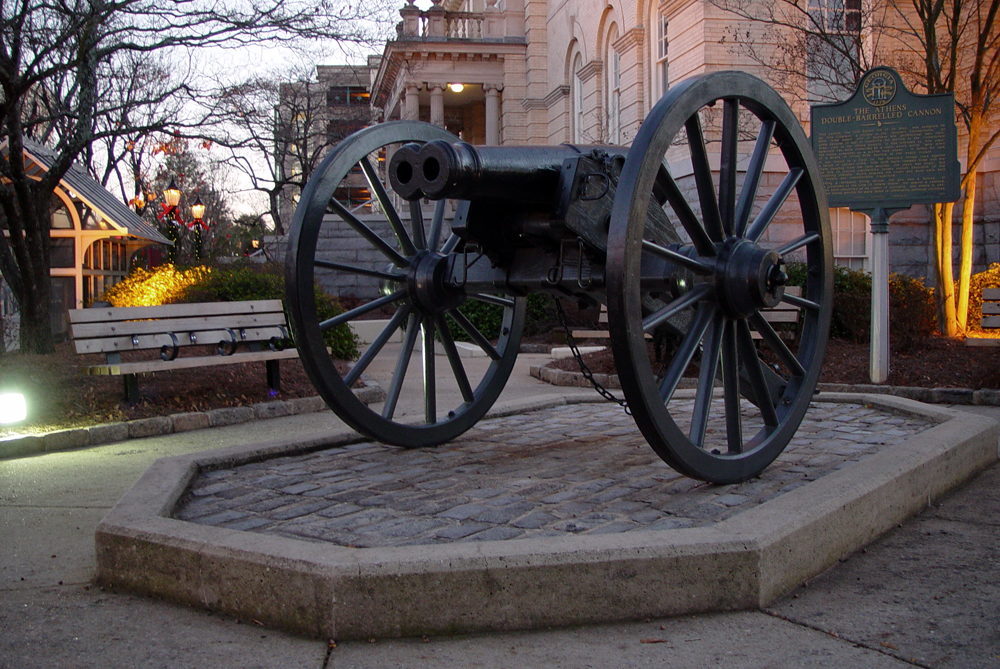
双筒式大砲

学生と共存する文化は美術シーン、音楽シーンおよび知的環境を生んでいる。市内には音楽の海上、レストラン、バーおよびコーヒーショップがあり、その創造的環境を提供している。
市内には南北戦争の間に製造された双筒式大砲のわずかに残っている2門の一つや、現在では元々の木の子孫となっている有名な「自身を所有する木」、ジョージア州植物園、およびジョージア大学キャンパス樹木園がある。また雑誌「エスクァイア」が1007年にアメリカのバー第3位に挙げた「ザ・グローブ」もある。アセンズにはPIXファイアウォールを制作したネットワーク・トランスレーション社があったが、シスコシステムズ社に買収された。
アセンズには独立系出版社ヒルストリートプレスがある。過去あるいは現在の住人の中にはピューリッツァー賞を受賞したデボラ・ブラムやエドワード・ローレンス、さらにはジュディス・オーティス・コファー、レジナルド・マックナイトおよびコールマン・バークスがいる。
毎年春に多くの自転車競技会が開催され、集合的にトワイライト・シリーズと呼ばれている。その一つがトワイライト・クライテリアである。この毎年ある自転車競技の週末行事に加え、毎月第一金曜日にあるコーチャスマス（バイクアセンズ主催）や毎月最終金曜日のクリティカルマス（独立した集まり）という自転車文化がある。
1940年の映画『The Green Hand』はアセンズで撮影され、地元の市民およびジョージア大学の教員や学生が出演した。この映画は1940年1月にアセンズで封切られ、ユーリス・D・リバーズ知事が出席した。
1980年から1981年にABC系列で短期間放映された『Breaking Away』（1979年の同名映画に基づく）は、アセンズ周辺で撮影され、ジョージア大学校舎や地元の採石場がロケ現場となった。

### 音楽

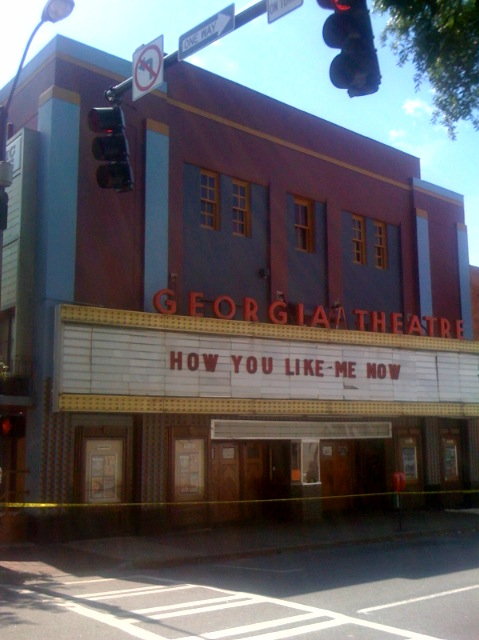
ジョージア劇場

アセンズの音楽シーンは「レイブンストーン」やアレンのノーマルタウンフライヤーズと共に1970年代初期に成長し、1980年代にはバンドの「R.E.M.」や「B-52's」がヒット曲を出して、ジョージア劇場や40ワットクラブと共に伸びた。当初のアレンはアセンズでも最も古いバーの一つだった。この店は2004年に閉鎖され、2007年に新しい場所で再開された。その他の有名なバンドとしてはドリームズ・ソー・リアル、インディゴ・ガールズ、マシュー・スウィート、ザ・メソッド・アクターズ、ラブ・トラクター、パイロン、フラット・デュオ・ジェッツ、ザ・プライメイツ、モダン・スカーツ、ザ・ホイッグスおよびワイドスプレッド・パニックがある。
アセンズ出身の全国的ミュージシャンとしては、ディアハンター、クリスチャン・パワーメタル・バンドのセオクラシー、ザ・ホイッグス、デンジャー・マウス、ドリームズ・ソー・リアル、オールターナティブ・デュオのジュシファー、ビック・チェスナット、ドライブ・バイ・トラッカーズ、エルフ・パワー、ニュートラル・ミルク・ホテル、ザ・サンシャイン・フィックス、バッバ・スパークス、バッドカット、ザ・オリビア・トレマー・コントロール、オブ・モントリオール、ファイブ・エイト、キング・オブ・プルシア、パスター・トロイ、ジェット・バイ・デイ、アセンズ・ボーイ・クワイア、およびR.E.M.のメンバーであるマイケル・スタイプ、マイク・ミルズ、ピーター・バック、ビル・ベリーがいる。
1996年以降の毎夏、中心街で非営利の音楽と芸術の祭りであるアスフェストを開催している。

### メディア

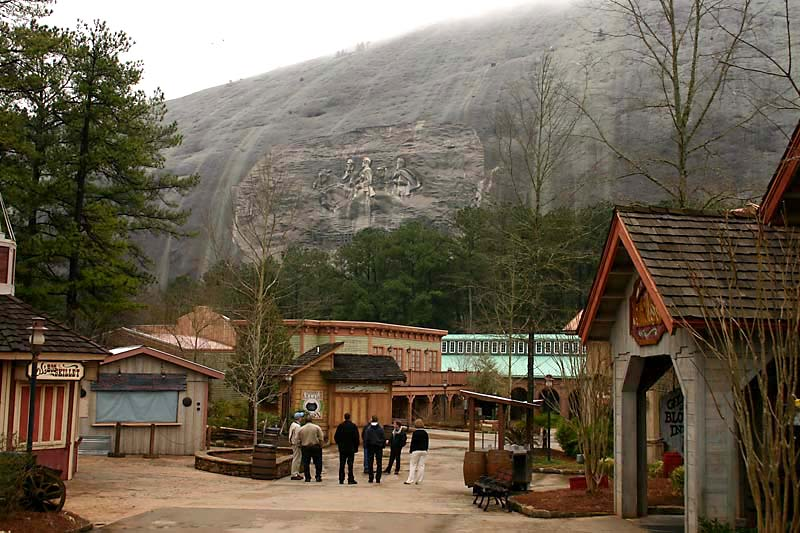
ストーン山

日刊紙としては「アセンズ・バナー・ヘラルド」がある。ジョージア大学は独立系日刊紙「ザ・レッド・アンド・ブラック」を持っている。フラグポール・マガジン毎週発行される生活娯楽教養新聞である。
地元のラジオ局はFMが4局、AMが3局ある。以前廃止されたラジオ局WBKZ-AMが現在はアフリカ系アメリカ人を対象としたラジオ局を運営している。さらにコンテンポラリー・クリスチャン・ミュージックのラジオ局WFSH-FMはアセンズで免許を取っているが、アトランタを本拠にしている。
アセンズはアトランタテレビ市場の一部と考えられている。しかしアセンズでは地上波のテレビ受信はほとんど不可能である。WGTVとWUMGの各テレビ局はどちらもアセンズで免許を受けているが、その送信機はアトランタ都市圏にある。WGTVはストーン山頂上から電波を送っている。WSB-TVのようなアトランタのテレビ局からの見通し線はストーン山に遮られるか、少なくとも陰に隠れる。現在ジョージア大学が所有するトコアのWNEG-TVはより地元に根付いたプログラムを追加するという計画を表明した。

## 教育

### 公立学校
アセンズの公立学校はクラーク郡教育学区によって運営されている。小学校は14校、中学校は5校、高校は4校ある。

### 私立学校
アセンズ市内には主に幼稚園生から8年生または12年生までの私立学校が5校ある。

### カレッジと大学

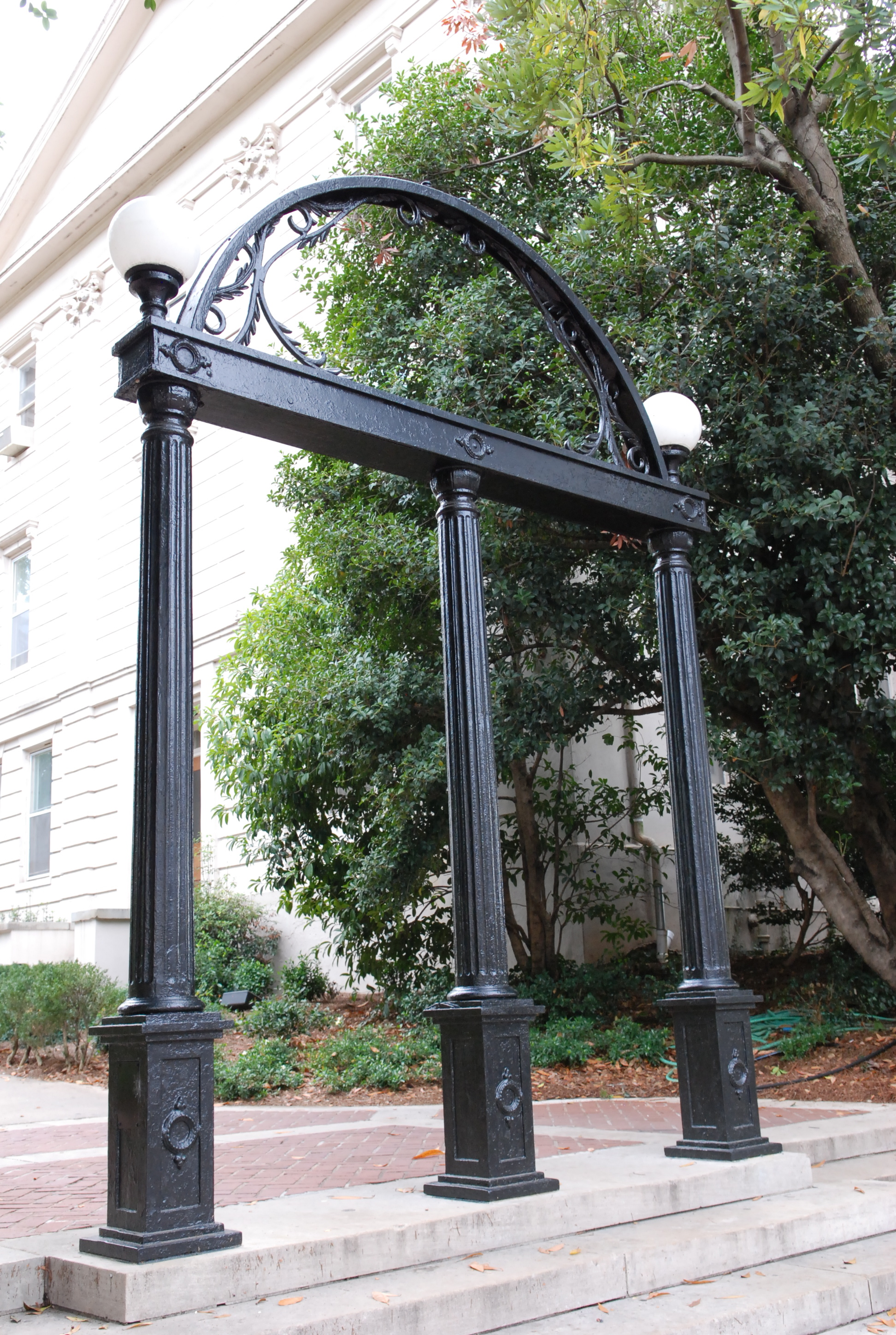
中心街にあるアーチ

- ジョージア大学 (UGA) はアセンズにある公立研究大学であり、州内の高等教育機関としては最古かつ最大である。178年に設立され、アメリカ合衆国では最初の州認可大学となった。
- アセンズ工科カレッジはアセンズにあるジョージア州工科カレッジシステムの中の公立カレッジである。経営、健康、興行および製造に関連する分野で卒業証書、学位および準学士を提供している。
- ピードモント・カレッジは私立の教養教育機関であり、1897年に設立され、ジョージア州北東部アパラチア地域住民に教育機会を提供している。

## インフラ

### 交通

#### 道路
アセンズはアメリカ国道29号線、同78号線、同129号線、ジョージア州道72号線およびアメリカ国道441号線が集まっており、ジョージア州道316号線の東部終端、および同106号線の南部終端である。ジョージア州道10号環状線が有料環状線として機能している。市を東西にブロード通りすなわちアトランタ・ハイウェイが横切り、南北はミレッジ・アベニューが縦断している。カレッジステーション道路とゲインズスクール道路は東部の大通りである。ランプキン通り、プリンス・アベニュー、ノース・アベニューおよびオーコーニー通りが中心街から放射状に伸びている。

#### バス
アセンズ・トランジットが州6日間都市間交通を運行している。ジョージア大学キャンパス・トランジットがキャンパスとミレッジ・アベニュー周りの料金無料輸送を担当している。グレイハウンドの系列であるサウスイースタン・ステージズが都市間バス便を運行している。

#### 鉄道
アセンズには乗客用の直接鉄道は無い。貨物取扱業務はCSXトランスポーテーションとアセンズ・ラインが運行している。ジョージア交通局がジョージア316回廊に沿ってアトランタとグインネット郡を繋ぐ通勤線の終着駅をアセンズに提案してきた。

#### 航空
アセンズはアセンズ・ベン・エップス空港を利用している。現在ジョージア航空のみが商業便を運航している。ハーツフィールド・ジャクソン・アトランタ国際空港もアセンズにとっては主要発着点となっている。

#### 代替交通手段
アセンズは代替交通手段の利用を奨励している。主要大通りには自転車専用レーンがある。レイル・ツー・トレイルの再開発が中心街とイーストサイドを繋ぐために検討されている。バイクアセンズのような組織が自転車を支援し奨励している。スケートボードや小さなスクーターもジョージア大学や中心街周辺ではよく見られる光景である。

### ユーティリティ
アセンズの電気はサザンカンパニーの系列であるジョージア電力から直接供給されている。水道は市が供給している。ゴミ処理は消費者の費用で民間会社が行っており、市はごみ収集を行っていない。

## 姉妹都市
- ギリシャ、アテネ
- イタリア、コルトーナ

## 著名な住人と出身者
- キム・ベイシンガー - 女優
- ブライアン・ボウルズ - 総合格闘家
- イブ・カーソン - 殺害されたノースカロライナ大学チャペルヒル校学生会長
- ブラッドフォード・コックス - インディロック・ミュージシャン
- ジェフ・ダニエルズ - 俳優、アセンズ生まれ[16]
- コルト・フォード - 歌手
- ウィリー・グリーン - 元NFLアメリカンフットボール選手
- フォレスト・グリフィン - 総合格闘家
- アンディ・ジョンソン - 元NFLアメリカンフットボール選手
- ジョン・ケーシー - NFLアメリカンフットボール選手、カロライナ・パンサーズ
- レオ・コットケ - アコースティックギター奏者
- ジェフ・マンガム - インディフォーク・ミュージシャン
- ブライアン・マッキャン - MLB選手、アセンズ生まれ[17]
- フレッド・ミルズ - クラシック音楽教授、トランペット奏者としてグラミー賞候補者
- マドレーヌ・ペイルー - ジャズ歌手、作詞家、ギタリスト、アセンズ生まれ
- ダンタ・ロビンソン - NFLアメリカンフットボール選手
- チャック・スミス - 元NFLアメリカンフットボール選手
- キース・ストリックランド - The B-52'sの創設メンバー
- フラン・ターケントン - プロフットボール殿堂入りした元NFLアメリカンフットボール選手
- ジェイク・ウェストブルック - MLB選手、クリーブランド・インディアンスの投手
- シンディ・ウィルソン - The B-52'sの創設メンバー
- リッキー・ウィルソン - The B-52'sの創設メンバー
- バッバ・スパークス - ラッパー
- バフィ・ザ・ボディ - 雑誌モデル